# بنك إندونيسيا
بنك إندونيسيا هو البنك المركزي لجمهورية إندونيسيا.
تأسس بنك إندونيسيا في 1 يوليو 1953 من تأميم بنك دي جافاشي، بعد ثلاث سنوات من اعتراف هولندا باستقلال إندونيسيا.
على مدار الخمسة عشر عامًا التالية، قام بنك إندونيسيا بممارسة أنشطة تجارية بالإضافة إلى عمله كبنك وطني للأمة وهو المسؤول عن إصدار عملة الروبية الإندونيسية.
انتهى هذا بالقانون رقم 13 لعام 1968 بشأن البنك المركزي، والذي تم استبداله لاحقًا بالقانون رقم 23 لعام 1999، والذي منح البنك استقلاليته.
بعد ذلك، قدم البنك تقارير إلى مجلس تمثيل الشعب بدلاً من الرئيس، ولم يعد محافظ البنك عضوًا في مجلس الوزراء.

## الأهداف الاستراتيجية
يصف البنك أهدافه الإستراتيجية بأنها  نسخة محفوظة 15 يونيو 2008 على موقع واي باك مشين. :
1. الحفاظ على الاستقرار النقدي
2. الحفاظ على الاستدامة المالية لبنك إندونيسيا
3. تعزيز فعالية الإدارة النقدية
4. إنشاء نظام مصرفي سليم وفعال واستقرار النظام المالي
5. الحفاظ على أمن وفعالية نظام الدفع
6. زيادة فعالية تنفيذ الحكم الرشيد
7. تعزيز المنظمة وبناء موارد بشرية عالية الكفاءة بدعم من ثقافة العمل القائمة على المعرفة
8. دمج تحول بنك إندونيسيا بما يتماشى مع بيان وجهة بنك إندونيسيا لعام 2008

### بوابة الدفع الوطنية
الهدف من ذلك هو دمج جميع ماكينات الصراف الآلي في بلدان رابطة أمم جنوب شرق آسيا ، بدءاً بالتكامل أولاً في كل دولة. في 16 يناير 2012 تم إطلاق الربط البيني بين أجهزة الصراف الآلي لبنك مانديري وأجهزة الصراف الآلي لبنك آسيا الوسطى ( أجهزة الصراف الآلي بريما ).

### دعم بنك إندونيسيا للسيولة
دعم بنك إندونيسيا للسيولة هو سياسة للحكومة الإندونيسية تم وضعها مع بنك إندونيسيا في فترة الأزمة وتنفيذها من قبل بنك إندونيسيا لإنقاذ النظام النقدي والمصرفي بالإضافة إلى الاقتصاد ككل. استند جزئياً إلى تعليمات وقيادة الرئيس في الاجتماع المحدود للإشراف والإنتاج والتوزيع الاقتصادي والمالي والتنموي في 3 سبتمبر 1997.
تم تقديم هذه السياسة في إطار خطط الإقراض المختلفة.

## روابط خارجية
- بنك اندونيسيا الموقع الرسمي نسخة محفوظة 11 ديسمبر 2020 على موقع واي باك مشين.